# 고려대학교 사범대학 부속중학교
고려대학교 사범대학 부속중학교(高麗大學校 師範大學 附屬中學校)는 대한민국 서울특별시 성북구 정릉동에 있는 사립 중학교이다.

## 학교 연혁
- 1967년 12월 26일 : 학교법인 우석학원 인가, 우석중학교 설립(18학급)
- 1967년 12월 26일 : 초대 김두수 이사장 취임
- 1967년 12월 29일 : 초대 이승수 교장 취임
- 1968년 3월 11일 : 서울시 성북구 정릉동 산1번지 교사에서 개교
- 1970년 2월 28일 : 여자 21학급 증설인가를 얻어 총 39학급으로 증설
- 1971년 4월 10일 : 신축 교사로 이전
- 1971년 12월 6일 : 학교 법인 고려중앙학원과 학교법인 우석학원 병합
- 1972년 1월 1일 : 고려중학교로 교명 변경
- 1996년 3월 1일 : 고려대학교 사범대학 부속중학교로 교명 변경
- 2012년 5월 24일 : 김재호 이사장 취임
- 2019년 3월 1일 : 제13대 송창범 교장 취임
- 2021년 2월 10일 : 제51회 졸업식

## 참고 자료
- 고려대학교 사범대학 부속중학교 - 한국교육학술정보원 학교알리미